# Zmago
Zmago je moško osebno ime.

## Izvor imena
Ime Zmago je novejša slovenska ustreznica imena Viktor (Victor), ki je zloženo iz besede zmaga (victoria).

## Različice imena
- moške oblike imena: Viktor, Zmagomir, Zmagoslav
- ženski obliki imena:Zmaga, Zmagoslava

## Pogostost imena
Po podatkih Statističnega urada Republike Slovenije je bilo na dan 31. decembra 2007 v Sloveniji število moških oseb z imenom Zmago: 298.

## Osebni praznik
V koledarju je ime Zmago skupaj z imenom Viktor; god praznuje 22. januarja (Viktor, mučenec), 8. maja (Viktor, mučenec), 17. oktobra (Viktor, škof).